# Nikołaj Łosski
Nikołaj Onufrijewicz Łosski (ros. Николай Онуфриевич Лосский; ur. 24 listopada?/6 grudnia 1870 w Krasławie koło Dyneburga, ówczesna gubernia witebska, zm. 24 stycznia 1965 w Paryżu) – filozof rosyjski.

## Życiorys
Jego ojcem był zrusyfikowany Polak Onufrij Łosski, natomiast matką była Polka Adelajda Przyłęcka. Onufrij Łosski był wyznania prawosławnego, a Adelajda Przyłęcka – katolickiego. Studiował filozofię u Windelbanda i Wundta. W roku 1891 wstąpił na Uniwersytet Petersburski, który ukończył w 1898 roku. Od 1900 pracował na tejże uczelni zdobywając w 1916 tytuł profesora. Od 1922 roku na emigracji, został wydalony z Rosji Radzieckiej. Na zaproszenie Tomáša Masaryka zamieszkał w Czechosłowacji. Wykładał na uniwersytetach Pragi (1922-1942), Bratysławy (1942–1945) i Brna. Po ostatniej wojnie światowej przenósł się do Francji, a w roku 1946 do USA, w 1951 otrzymał obywatelstwo amerykańskie.
W latach 1947–1950 profesor rosyjskiej Akademii Teologicznej w Nowym Jorku. W filozofii łączył elementy platonizmu, monadologii Leibniza, intuicjonizmu Bergsona i mistycyzmu Władimira Sołowjowa. Łosski rozwinął koncepcję filozoficzną zwaną przez siebie intuicjonizmem.
Jego nazwisko zostało przywołane w encyklice "Fides et ratio" Jana Pawła II (1998).
Jego syn Władimir Łosski był rosyjskim teologiem prawosławia i podobnie jak ojciec filozofem.

## Główne prace
- "Obosnowanije intuitiwizma" (1906)
- "Intellectual Intuition and Ideal Being" (1934)
- "Bóg a zło świata" (1941)
- "Podstawy absolutnego dobra" (1949)
- "Dostojewski i jego chrześcijański światopogląd"

Polskie przekłady
- Mikołaj Łosski: Historia filozofii rosyjskiej. Przełożył: Henryk Paprocki. Kęty: Wydawnictwo Marek Derewiecki, 2000, seria: Daimonion. ISBN 83-88524-00-3. Brak numerów stron w książce